# Scinax rupestris
Scinax rupestris es una especie de anfibio anuro de la familia Hylidae.

## Morfología
La rana adulta macho mide 21.9 a 27.7 mm de largo y la hembra 26.7 a 31.7 mm. El iris es amarillo iridiscente.

## Distribución geográfica
Esta especie es endémica del estado de Goiás en Brasil. Se encuentra en la microrregión de Chapada dos Veadeiros. Habita a 1200 m sobre el nivel del mar (14° 09′ 30″ S, 47° 36′ 42″ W).